# Bufo dombensis
Bufo dombensis és una espècie d'amfibi que viu a Angola i Namíbia.
Està amenaçada d'extinció per la pèrdua del seu hàbitat natural.